# Cochinillo asado
Le cochinillo asado (cochon de lait rôti) est une variété de cochon de lait rôti (appelé cochinillo). Dans la cuisine espagnole, il est très populaire dans le pays de Castille, la variété la plus populaire étant le cochinillo de Segovia ainsi que l'Arévalo, bien qu'il soit également très populaire à Madrid et dans certaines villes de La Manche. Sa popularité s'étend également à Aragon, en Espagne. Il est traditionnellement cuit dans des pots en argile et servi chaud aux convives, avec une croûte croustillante. L'un des meilleurs accords lorsqu'il est servi chaud est le vin.